# Ciclisme als Jocs Olímpics d'estiu de 2024 - Ciclisme en ruta masculí
La cursa masculina de ciclisme de carretera als Jocs Olímpics d'estiu de 2024 va tenir lloc el dia 3 d'agost de 2024 a París. La sortida i l'arribada fou al Pont d'Iéna.
La ruta es revela el 4 de juliol de 2023. Té una longitud de 273 km. Després d'una sortida neutralitzada de 5 km amb sortida des del Trocadéro de París, l'autèntic inici de la cursa té lloc al carrer Gay-Lussac al Barri Llatí, després els ciclistes passaren per la vall de Chevreuse, abans d'iniciar un circuit final pujant al fins a Montmartre i descendir per arribar al Pont d'Iéna al costat de la Torre Eiffel. Durant tot el recorregut hi ha nombroses dificultats muntanyoses i l'empedrat pel barri de Montmatre.

## Medalles
| Or                    | Argent                 | Bronze                   |
| Remco Evenepoel (BEL) | Valentin Madouas (FRA) | Christophe Laporte (FRA) |

## Seleccions participants
Es van assignar 90 places.
| Equips nacionals (55)- Països Baixos - Bèlgica - Eslovènia - Espanya - Dinamarca - Itàlia - França - Gran Bretanya - Estats Units d'Amèrica - Austràlia - Colòmbia - Suïssa - Noruega - Alemanya - Portugal - Nova Zelanda - Eritrea - Equador - Irlanda - Kazakhstan - Àustria - Polònia - Canadà - Letònia - Txèquia - Veneçuela - Luxemburg - Uruguai - Estònia - Sud-àfrica - Hongria - Japó - Mongòlia - Marroc - Maurici - Algèria - República Popular de la Xina - Uzbekistan - Eslovàquia - Ucraïna - Panamà - Grècia - Israel - Tailàndia - Brasil - Suècia - Corea del Sud - Turquia - Iran - Sèrbia - Argentina - Hong Kong - Uganda - Ruanda - Esportistes Neutrals Individuals |
| |

## Resultats
| \| Classificació general \| Classificació general \| Classificació general \| Classificació general \| Classificació general \| \| Corredor \| Corredor \| Equip \| Temps \| \| \| --------------------- \| ------------------------- \| ---------------------- \| --------------------- \| --------------------- \| \| 1r \| Remco Evenepoel \| Bèlgica \| 6h 19' 24" \| \| \| 2n \| Valentin Madouas \| França \| + 1' 11" \| \| \| 3r \| Christophe Laporte \| França \| + 1' 16" \| \| \| 4t \| Attila Valter \| Hongria \| + 1' 16" \| \| \| 5è \| Toms Skujiņš \| Letònia \| + 1' 16" \| \| \| 6è \| Marco Haller \| Àustria \| + 1' 16" \| \| \| 7è \| Stefan Küng \| Suïssa \| + 1' 16" \| \| \| 8è \| Jan Tratnik \| Eslovènia \| + 1' 16" \| \| \| 9è \| Matteo Jorgenson \| Estats Units d'Amèrica \| + 1' 16" \| \| \| 10è \| Ben Healy \| Irlanda \| + 1' 20" \| \| \| 11è \| Julian Alaphilippe \| França \| + 1' 25" \| \| \| 12è \| Mathieu van der Poel \| Països Baixos \| + 1' 49" \| \| \| 13è \| Thomas Pidcock \| Gran Bretanya \| + 1' 50" \| \| \| 14è \| Mathias Vacek \| Txèquia \| + 1' 51" \| \| \| 15è \| Michael Matthews \| Austràlia \| + 2' 13" \| \| \| 16è \| Marc Hirschi \| Suïssa \| + 2' 13" \| \| \| 17è \| Mattias Skjelmose \| Dinamarca \| + 2' 13" \| \| \| 18è \| Alexander Aranburu Deba \| Espanya \| + 2' 13" \| \| \| 19è \| Santiago Buitrago Sánchez \| Colòmbia \| + 2' 15" \| \| \| 20è \| Mads Pedersen \| Dinamarca \| + 2' 20" \| \| \| 21è \| Jasper Stuyven \| Bèlgica \| + 2' 20" \| \| \| 22è \| Juan Ayuso Pesquera \| Espanya \| + 2' 20" \| \| \| 23è \| Alberto Bettiol \| Itàlia \| + 2' 20" \| \| \| 24è \| Brandon McNulty \| Estats Units d'Amèrica \| + 2' 20" \| \| \| 25è \| Daniel Martínez Poveda \| Colòmbia \| + 2' 20" \| \| |                           |                        |            |
| |                           |                        |            |
| |                           |                        |            |
| Classificació general |                           |                        |            |
| Corredor | Corredor                  | Equip                  | Temps      |
| 1r | Remco Evenepoel           | Bèlgica                | 6h 19' 24" |
| 2n | Valentin Madouas          | França                 | + 1' 11"   |
| 3r | Christophe Laporte        | França                 | + 1' 16"   |
| 4t | Attila Valter             | Hongria                | + 1' 16"   |
| 5è | Toms Skujiņš              | Letònia                | + 1' 16"   |
| 6è | Marco Haller              | Àustria                | + 1' 16"   |
| 7è | Stefan Küng               | Suïssa                 | + 1' 16"   |
| 8è | Jan Tratnik               | Eslovènia              | + 1' 16"   |
| 9è | Matteo Jorgenson          | Estats Units d'Amèrica | + 1' 16"   |
| 10è | Ben Healy                 | Irlanda                | + 1' 20"   |
| 11è | Julian Alaphilippe        | França                 | + 1' 25"   |
| 12è | Mathieu van der Poel      | Països Baixos          | + 1' 49"   |
| 13è | Thomas Pidcock            | Gran Bretanya          | + 1' 50"   |
| 14è | Mathias Vacek             | Txèquia                | + 1' 51"   |
| 15è | Michael Matthews          | Austràlia              | + 2' 13"   |
| 16è | Marc Hirschi              | Suïssa                 | + 2' 13"   |
| 17è | Mattias Skjelmose         | Dinamarca              | + 2' 13"   |
| 18è | Alexander Aranburu Deba   | Espanya                | + 2' 13"   |
| 19è | Santiago Buitrago Sánchez | Colòmbia               | + 2' 15"   |
| 20è | Mads Pedersen             | Dinamarca              | + 2' 20"   |
| 21è | Jasper Stuyven            | Bèlgica                | + 2' 20"   |
| 22è | Juan Ayuso Pesquera       | Espanya                | + 2' 20"   |
| 23è | Alberto Bettiol           | Itàlia                 | + 2' 20"   |
| 24è | Brandon McNulty           | Estats Units d'Amèrica | + 2' 20"   |
| 25è | Daniel Martínez Poveda    | Colòmbia               | + 2' 20"   |

## Llista de participants
| Països Baixos NED | Països Baixos NED    | Països Baixos NED |
| ----------------- | -------------------- | ----------------- |
| Núm               | Ciclista             | Pos               |
| 1                 | Mathieu van der Poel | 12è               |
| 2                 | Daan Hoole           | 72è               |
| 3                 | Dylan van Baarle     | 36è               |

| Equador ECU | Equador ECU            | Equador ECU |
| ----------- | ---------------------- | ----------- |
| Núm         | Ciclista               | Pos         |
| 4           | Jhonatan Narváez Prado | 45è         |

| Bèlgica BEL | Bèlgica BEL     | Bèlgica BEL |
| ----------- | --------------- | ----------- |
| Núm         | Ciclista        | Pos         |
| 5           | Tiesj Benoot    | 48è         |
| 6           | Remco Evenepoel | 1r          |
| 7           | Jasper Stuyven  | 21è         |
| 8           | Wout van Aert   | 37è         |

| Eslovènia SLO | Eslovènia SLO | Eslovènia SLO |
| ------------- | ------------- | ------------- |
| Núm           | Ciclista      | Pos           |
| 9             | Luka Mezgec   | 38è           |
| 10            | Matej Mohorič | DNF           |
| 11            | Domen Novak   | DNF           |
| 12            | Jan Tratnik   | 8è            |

| Espanya ESP | Espanya ESP             | Espanya ESP |
| ----------- | ----------------------- | ----------- |
| Núm         | Ciclista                | Pos         |
| 13          | Alexander Aranburu Deba | 18è         |
| 14          | Juan Ayuso Pesquera     | 22è         |
| 15          | Oier Lazkano López      | 35è         |

| Dinamarca DEN | Dinamarca DEN     | Dinamarca DEN |
| ------------- | ----------------- | ------------- |
| Núm           | Ciclista          | Pos           |
| 16            | Mikkel Bjerg      | 73è           |
| 17            | Michael Mørkøv    | 59è           |
| 18            | Mads Pedersen     | 20è           |
| 19            | Mattias Skjelmose | 17è           |

| Itàlia ITA | Itàlia ITA      | Itàlia ITA |
| ---------- | --------------- | ---------- |
| Núm        | Ciclista        | Pos        |
| 20         | Alberto Bettiol | 23è        |
| 21         | Luca Mozzato    | 50è        |
| 22         | Elia Viviani    | DNF        |

| França FRA | França FRA         | França FRA |
| ---------- | ------------------ | ---------- |
| Núm        | Ciclista           | Pos        |
| 23         | Julian Alaphilippe | 11è        |
| 24         | Christophe Laporte | 3r         |
| 25         | Valentin Madouas   | 2n         |
| 26         | Kévin Vauquelin    | 34è        |

| Gran Bretanya GBR | Gran Bretanya GBR | Gran Bretanya GBR |
| ----------------- | ----------------- | ----------------- |
| Núm               | Ciclista          | Pos               |
| 27                | Thomas Pidcock    | 13è               |
| 28                | Joshua Tarling    | 47è               |
| 29                | Stephen Williams  | 31è               |
| 30                | Fred Wright       | 43è               |

| Estats Units d'Amèrica USA | Estats Units d'Amèrica USA | Estats Units d'Amèrica USA |
| -------------------------- | -------------------------- | -------------------------- |
| Núm                        | Ciclista                   | Pos                        |
| 31                         | Matteo Jorgenson           | 9è                         |
| 32                         | Brandon McNulty            | 24è                        |
| 33                         | Magnus Sheffield           | 42è                        |

| Austràlia AUS | Austràlia AUS    | Austràlia AUS |
| ------------- | ---------------- | ------------- |
| Núm           | Ciclista         | Pos           |
| 34            | Simon Clarke     | 32è           |
| 35            | Michael Matthews | 15è           |
| 36            | Ben O'Connor     | 51è           |

| Colòmbia COL | Colòmbia COL              | Colòmbia COL |
| ------------ | ------------------------- | ------------ |
| Núm          | Ciclista                  | Pos          |
| 37           | Santiago Buitrago Sánchez | 19è          |
| 38           | Daniel Martínez Poveda    | 25è          |

| Suïssa SUI | Suïssa SUI   | Suïssa SUI |
| ---------- | ------------ | ---------- |
| Núm        | Ciclista     | Pos        |
| 39         | Marc Hirschi | 16è        |
| 40         | Stefan Küng  | 7è         |

| Noruega NOR | Noruega NOR       | Noruega NOR |
| ----------- | ----------------- | ----------- |
| Núm         | Ciclista          | Pos         |
| 41          | Tobias Foss       | 74è         |
| 42          | Søren Wærenskjold | 63è         |

| Alemanya GER | Alemanya GER          | Alemanya GER |
| ------------ | --------------------- | ------------ |
| Núm          | Ciclista              | Pos          |
| 43           | Nils Politt           | 70è          |
| 44           | Maximilian Schachmann | 28è          |

| Portugal POR | Portugal POR               | Portugal POR |
| ------------ | -------------------------- | ------------ |
| Núm          | Ciclista                   | Pos          |
| 45           | Rui Alberto Faria da Costa | 46è          |
| 46           | Nélson Oliveira            | 33è          |

| Nova Zelanda NZL | Nova Zelanda NZL | Nova Zelanda NZL |
| ---------------- | ---------------- | ---------------- |
| Núm              | Ciclista         | Pos              |
| 47               | Laurence Pithie  | 39è              |
| 48               | Corbin Strong    | 27è              |

| Eritrea ERI | Eritrea ERI   | Eritrea ERI |
| ----------- | ------------- | ----------- |
| Núm         | Ciclista      | Pos         |
| 49          | Biniam Girmay | 49è         |

| Esportistes Neutrals Individuals AIN | Esportistes Neutrals Individuals AIN | Esportistes Neutrals Individuals AIN |
| ------------------------------------ | ------------------------------------ | ------------------------------------ |
| Núm                                  | Ciclista                             | Pos                                  |
| 50                                   | Gleb Syrica                          | DNF                                  |

| Irlanda IRL | Irlanda IRL | Irlanda IRL |
| ----------- | ----------- | ----------- |
| Núm         | Ciclista    | Pos         |
| 51          | Ben Healy   | 10è         |
| 52          | Ryan Mullen | 60è         |

| Kazakhstan KAZ | Kazakhstan KAZ   | Kazakhstan KAZ |
| -------------- | ---------------- | -------------- |
| Núm            | Ciclista         | Pos            |
| 53             | Yevgeniy Fedorov | DNF            |
| 54             | Aleksei Lutsenko | 52è            |

| Àustria AUT | Àustria AUT         | Àustria AUT |
| ----------- | ------------------- | ----------- |
| Núm         | Ciclista            | Pos         |
| 55          | Felix Großschartner | 26è         |
| 56          | Marco Haller        | 6è          |

| Polònia POL | Polònia POL           | Polònia POL |
| ----------- | --------------------- | ----------- |
| Núm         | Ciclista              | Pos         |
| 57          | Stanisław Aniołkowski | 61è         |

| Canadà CAN | Canadà CAN    | Canadà CAN |
| ---------- | ------------- | ---------- |
| Núm        | Ciclista      | Pos        |
| 58         | Derek Gee     | 44è        |
| 59         | Michael Woods | 41è        |

| Letònia LAT | Letònia LAT  | Letònia LAT |
| ----------- | ------------ | ----------- |
| Núm         | Ciclista     | Pos         |
| 60          | Toms Skujiņš | 5è          |

| Txèquia CZE | Txèquia CZE   | Txèquia CZE |
| ----------- | ------------- | ----------- |
| Núm         | Ciclista      | Pos         |
| 61          | Mathias Vacek | 14è         |

| Veneçuela VEN | Veneçuela VEN         | Veneçuela VEN |
| ------------- | --------------------- | ------------- |
| Núm           | Ciclista              | Pos           |
| 62            | Orluis Aular Sanabria | 53è           |

| Luxemburg LUX | Luxemburg LUX | Luxemburg LUX |
| ------------- | ------------- | ------------- |
| Núm           | Ciclista      | Pos           |
| 63            | Alex Kirsch   | 40è           |

| Uruguai URU | Uruguai URU   | Uruguai URU |
| ----------- | ------------- | ----------- |
| Núm         | Ciclista      | Pos         |
| 64          | Eric Fagúndez | 55è         |

| Estònia EST | Estònia EST   | Estònia EST |
| ----------- | ------------- | ----------- |
| Núm         | Ciclista      | Pos         |
| 65          | Madis Mihkels | 30è         |

| Sud-àfrica RSA | Sud-àfrica RSA | Sud-àfrica RSA |
| -------------- | -------------- | -------------- |
| Núm            | Ciclista       | Pos            |
| 66             | Ryan Gibbons   | 69è            |

| Hongria HUN | Hongria HUN   | Hongria HUN |
| ----------- | ------------- | ----------- |
| Núm         | Ciclista      | Pos         |
| 67          | Attila Valter | 4t          |

| Japó JPN | Japó JPN        | Japó JPN |
| -------- | --------------- | -------- |
| Núm      | Ciclista        | Pos      |
| 68       | Yukiya Arashiro | 56è      |

| Mongòlia MGL | Mongòlia MGL          | Mongòlia MGL |
| ------------ | --------------------- | ------------ |
| Núm          | Ciclista              | Pos          |
| 69           | Jambaljamts Sainbayar | 57è          |

| Marroc MAR | Marroc MAR       | Marroc MAR |
| ---------- | ---------------- | ---------- |
| Núm        | Ciclista         | Pos        |
| 70         | Achraf Ed Doghmy | DNF        |

| Maurici MRI | Maurici MRI        | Maurici MRI |
| ----------- | ------------------ | ----------- |
| Núm         | Ciclista           | Pos         |
| 71          | Christopher Lagane | DNF         |

| Algèria ALG | Algèria ALG  | Algèria ALG |
| ----------- | ------------ | ----------- |
| Núm         | Ciclista     | Pos         |
| 72          | Yacine Hamza | DNF         |

| República Popular de la Xina CHN | República Popular de la Xina CHN | República Popular de la Xina CHN |
| -------------------------------- | -------------------------------- | -------------------------------- |
| Núm                              | Ciclista                         | Pos                              |
| 73                               | Lyu Xianjing                     | 68è                              |

| Uzbekistan UZB | Uzbekistan UZB  | Uzbekistan UZB |
| -------------- | --------------- | -------------- |
| Núm            | Ciclista        | Pos            |
| 74             | Nikita Tsvetkov | DNF            |

| Eslovàquia SVK | Eslovàquia SVK | Eslovàquia SVK |
| -------------- | -------------- | -------------- |
| Núm            | Ciclista       | Pos            |
| 75             | Lukáš Kubiš    | 29è            |

| Ucraïna UKR | Ucraïna UKR    | Ucraïna UKR |
| ----------- | -------------- | ----------- |
| Núm         | Ciclista       | Pos         |
| 76          | Anatoli Budiak | 66è         |

| Panamà PAN | Panamà PAN         | Panamà PAN |
| ---------- | ------------------ | ---------- |
| Núm        | Ciclista           | Pos        |
| 77         | Franklin Archibold | 67è        |

| Grècia GRE | Grècia GRE       | Grècia GRE |
| ---------- | ---------------- | ---------- |
| Núm        | Ciclista         | Pos        |
| 78         | Geórgios Boúglas | 75è        |

| Israel ISR | Israel ISR     | Israel ISR |
| ---------- | -------------- | ---------- |
| Núm        | Ciclista       | Pos        |
| 79         | Itamar Einhorn | 62è        |

| Tailàndia THA | Tailàndia THA          | Tailàndia THA |
| ------------- | ---------------------- | ------------- |
| Núm           | Ciclista               | Pos           |
| 80            | Thanakhan Chaiyasombat | DNF           |

| Brasil BRA | Brasil BRA            | Brasil BRA |
| ---------- | --------------------- | ---------- |
| Núm        | Ciclista              | Pos        |
| 81         | Vinicius Rangel Costa | 71è        |

| Suècia SWE | Suècia SWE       | Suècia SWE |
| ---------- | ---------------- | ---------- |
| Núm        | Ciclista         | Pos        |
| 82         | Jakob Söderqvist | 58è        |

| Corea del Sud KOR | Corea del Sud KOR | Corea del Sud KOR |
| ----------------- | ----------------- | ----------------- |
| Núm               | Ciclista          | Pos               |
| 83                | Kim Eu-ro         | 65è               |

| Turquia TUR | Turquia TUR | Turquia TUR |
| ----------- | ----------- | ----------- |
| Núm         | Ciclista    | Pos         |
| 84          | Burak Abay  | DNF         |

| Iran IRI | Iran IRI  | Iran IRI |
| -------- | --------- | -------- |
| Núm      | Ciclista  | Pos      |
| 85       | Ali Labib | 76è      |

| Sèrbia SRB | Sèrbia SRB  | Sèrbia SRB |
| ---------- | ----------- | ---------- |
| Núm        | Ciclista    | Pos        |
| 86         | Ognjen Ilić | 64è        |

| Argentina ARG | Argentina ARG     | Argentina ARG |
| ------------- | ----------------- | ------------- |
| Núm           | Ciclista          | Pos           |
| 87            | Eduardo Sepúlveda | 54è           |

| Hong Kong HKG | Hong Kong HKG | Hong Kong HKG |
| ------------- | ------------- | ------------- |
| Núm           | Ciclista      | Pos           |
| 88            | Lau Wan Yau   | DNF           |

| Uganda UGA | Uganda UGA     | Uganda UGA |
| ---------- | -------------- | ---------- |
| Núm        | Ciclista       | Pos        |
| 89         | Charles Kagimu | 77è        |

| Ruanda RWA | Ruanda RWA      | Ruanda RWA |
| ---------- | --------------- | ---------- |
| Núm        | Ciclista        | Pos        |
| 90         | Eric Manizabayo | DNF        |

| Països Baixos NED | Països Baixos NED    | Països Baixos NED |
| ----------------- | -------------------- | ----------------- |
| Núm               | Ciclista             | Pos               |
| 1                 | Mathieu van der Poel | 12è               |
| 2                 | Daan Hoole           | 72è               |
| 3                 | Dylan van Baarle     | 36è               |

| Equador ECU | Equador ECU            | Equador ECU |
| ----------- | ---------------------- | ----------- |
| Núm         | Ciclista               | Pos         |
| 4           | Jhonatan Narváez Prado | 45è         |

| Bèlgica BEL | Bèlgica BEL     | Bèlgica BEL |
| ----------- | --------------- | ----------- |
| Núm         | Ciclista        | Pos         |
| 5           | Tiesj Benoot    | 48è         |
| 6           | Remco Evenepoel | 1r          |
| 7           | Jasper Stuyven  | 21è         |
| 8           | Wout van Aert   | 37è         |

| Eslovènia SLO | Eslovènia SLO | Eslovènia SLO |
| ------------- | ------------- | ------------- |
| Núm           | Ciclista      | Pos           |
| 9             | Luka Mezgec   | 38è           |
| 10            | Matej Mohorič | DNF           |
| 11            | Domen Novak   | DNF           |
| 12            | Jan Tratnik   | 8è            |

| Espanya ESP | Espanya ESP             | Espanya ESP |
| ----------- | ----------------------- | ----------- |
| Núm         | Ciclista                | Pos         |
| 13          | Alexander Aranburu Deba | 18è         |
| 14          | Juan Ayuso Pesquera     | 22è         |
| 15          | Oier Lazkano López      | 35è         |

| Dinamarca DEN | Dinamarca DEN     | Dinamarca DEN |
| ------------- | ----------------- | ------------- |
| Núm           | Ciclista          | Pos           |
| 16            | Mikkel Bjerg      | 73è           |
| 17            | Michael Mørkøv    | 59è           |
| 18            | Mads Pedersen     | 20è           |
| 19            | Mattias Skjelmose | 17è           |

| Itàlia ITA | Itàlia ITA      | Itàlia ITA |
| ---------- | --------------- | ---------- |
| Núm        | Ciclista        | Pos        |
| 20         | Alberto Bettiol | 23è        |
| 21         | Luca Mozzato    | 50è        |
| 22         | Elia Viviani    | DNF        |

| França FRA | França FRA         | França FRA |
| ---------- | ------------------ | ---------- |
| Núm        | Ciclista           | Pos        |
| 23         | Julian Alaphilippe | 11è        |
| 24         | Christophe Laporte | 3r         |
| 25         | Valentin Madouas   | 2n         |
| 26         | Kévin Vauquelin    | 34è        |

| Gran Bretanya GBR | Gran Bretanya GBR | Gran Bretanya GBR |
| ----------------- | ----------------- | ----------------- |
| Núm               | Ciclista          | Pos               |
| 27                | Thomas Pidcock    | 13è               |
| 28                | Joshua Tarling    | 47è               |
| 29                | Stephen Williams  | 31è               |
| 30                | Fred Wright       | 43è               |

| Estats Units d'Amèrica USA | Estats Units d'Amèrica USA | Estats Units d'Amèrica USA |
| -------------------------- | -------------------------- | -------------------------- |
| Núm                        | Ciclista                   | Pos                        |
| 31                         | Matteo Jorgenson           | 9è                         |
| 32                         | Brandon McNulty            | 24è                        |
| 33                         | Magnus Sheffield           | 42è                        |

| Austràlia AUS | Austràlia AUS    | Austràlia AUS |
| ------------- | ---------------- | ------------- |
| Núm           | Ciclista         | Pos           |
| 34            | Simon Clarke     | 32è           |
| 35            | Michael Matthews | 15è           |
| 36            | Ben O'Connor     | 51è           |

| Colòmbia COL | Colòmbia COL              | Colòmbia COL |
| ------------ | ------------------------- | ------------ |
| Núm          | Ciclista                  | Pos          |
| 37           | Santiago Buitrago Sánchez | 19è          |
| 38           | Daniel Martínez Poveda    | 25è          |

| Suïssa SUI | Suïssa SUI   | Suïssa SUI |
| ---------- | ------------ | ---------- |
| Núm        | Ciclista     | Pos        |
| 39         | Marc Hirschi | 16è        |
| 40         | Stefan Küng  | 7è         |

| Noruega NOR | Noruega NOR       | Noruega NOR |
| ----------- | ----------------- | ----------- |
| Núm         | Ciclista          | Pos         |
| 41          | Tobias Foss       | 74è         |
| 42          | Søren Wærenskjold | 63è         |

| Alemanya GER | Alemanya GER          | Alemanya GER |
| ------------ | --------------------- | ------------ |
| Núm          | Ciclista              | Pos          |
| 43           | Nils Politt           | 70è          |
| 44           | Maximilian Schachmann | 28è          |

| Portugal POR | Portugal POR               | Portugal POR |
| ------------ | -------------------------- | ------------ |
| Núm          | Ciclista                   | Pos          |
| 45           | Rui Alberto Faria da Costa | 46è          |
| 46           | Nélson Oliveira            | 33è          |

| Nova Zelanda NZL | Nova Zelanda NZL | Nova Zelanda NZL |
| ---------------- | ---------------- | ---------------- |
| Núm              | Ciclista         | Pos              |
| 47               | Laurence Pithie  | 39è              |
| 48               | Corbin Strong    | 27è              |

| Eritrea ERI | Eritrea ERI   | Eritrea ERI |
| ----------- | ------------- | ----------- |
| Núm         | Ciclista      | Pos         |
| 49          | Biniam Girmay | 49è         |

| Esportistes Neutrals Individuals AIN | Esportistes Neutrals Individuals AIN | Esportistes Neutrals Individuals AIN |
| ------------------------------------ | ------------------------------------ | ------------------------------------ |
| Núm                                  | Ciclista                             | Pos                                  |
| 50                                   | Gleb Syrica                          | DNF                                  |

| Irlanda IRL | Irlanda IRL | Irlanda IRL |
| ----------- | ----------- | ----------- |
| Núm         | Ciclista    | Pos         |
| 51          | Ben Healy   | 10è         |
| 52          | Ryan Mullen | 60è         |

| Kazakhstan KAZ | Kazakhstan KAZ   | Kazakhstan KAZ |
| -------------- | ---------------- | -------------- |
| Núm            | Ciclista         | Pos            |
| 53             | Yevgeniy Fedorov | DNF            |
| 54             | Aleksei Lutsenko | 52è            |

| Àustria AUT | Àustria AUT         | Àustria AUT |
| ----------- | ------------------- | ----------- |
| Núm         | Ciclista            | Pos         |
| 55          | Felix Großschartner | 26è         |
| 56          | Marco Haller        | 6è          |

| Polònia POL | Polònia POL           | Polònia POL |
| ----------- | --------------------- | ----------- |
| Núm         | Ciclista              | Pos         |
| 57          | Stanisław Aniołkowski | 61è         |

| Canadà CAN | Canadà CAN    | Canadà CAN |
| ---------- | ------------- | ---------- |
| Núm        | Ciclista      | Pos        |
| 58         | Derek Gee     | 44è        |
| 59         | Michael Woods | 41è        |

| Letònia LAT | Letònia LAT  | Letònia LAT |
| ----------- | ------------ | ----------- |
| Núm         | Ciclista     | Pos         |
| 60          | Toms Skujiņš | 5è          |

| Txèquia CZE | Txèquia CZE   | Txèquia CZE |
| ----------- | ------------- | ----------- |
| Núm         | Ciclista      | Pos         |
| 61          | Mathias Vacek | 14è         |

| Veneçuela VEN | Veneçuela VEN         | Veneçuela VEN |
| ------------- | --------------------- | ------------- |
| Núm           | Ciclista              | Pos           |
| 62            | Orluis Aular Sanabria | 53è           |

| Luxemburg LUX | Luxemburg LUX | Luxemburg LUX |
| ------------- | ------------- | ------------- |
| Núm           | Ciclista      | Pos           |
| 63            | Alex Kirsch   | 40è           |

| Uruguai URU | Uruguai URU   | Uruguai URU |
| ----------- | ------------- | ----------- |
| Núm         | Ciclista      | Pos         |
| 64          | Eric Fagúndez | 55è         |

| Estònia EST | Estònia EST   | Estònia EST |
| ----------- | ------------- | ----------- |
| Núm         | Ciclista      | Pos         |
| 65          | Madis Mihkels | 30è         |

| Sud-àfrica RSA | Sud-àfrica RSA | Sud-àfrica RSA |
| -------------- | -------------- | -------------- |
| Núm            | Ciclista       | Pos            |
| 66             | Ryan Gibbons   | 69è            |

| Hongria HUN | Hongria HUN   | Hongria HUN |
| ----------- | ------------- | ----------- |
| Núm         | Ciclista      | Pos         |
| 67          | Attila Valter | 4t          |

| Japó JPN | Japó JPN        | Japó JPN |
| -------- | --------------- | -------- |
| Núm      | Ciclista        | Pos      |
| 68       | Yukiya Arashiro | 56è      |

| Mongòlia MGL | Mongòlia MGL          | Mongòlia MGL |
| ------------ | --------------------- | ------------ |
| Núm          | Ciclista              | Pos          |
| 69           | Jambaljamts Sainbayar | 57è          |

| Marroc MAR | Marroc MAR       | Marroc MAR |
| ---------- | ---------------- | ---------- |
| Núm        | Ciclista         | Pos        |
| 70         | Achraf Ed Doghmy | DNF        |

| Maurici MRI | Maurici MRI        | Maurici MRI |
| ----------- | ------------------ | ----------- |
| Núm         | Ciclista           | Pos         |
| 71          | Christopher Lagane | DNF         |

| Algèria ALG | Algèria ALG  | Algèria ALG |
| ----------- | ------------ | ----------- |
| Núm         | Ciclista     | Pos         |
| 72          | Yacine Hamza | DNF         |

| República Popular de la Xina CHN | República Popular de la Xina CHN | República Popular de la Xina CHN |
| -------------------------------- | -------------------------------- | -------------------------------- |
| Núm                              | Ciclista                         | Pos                              |
| 73                               | Lyu Xianjing                     | 68è                              |

| Uzbekistan UZB | Uzbekistan UZB  | Uzbekistan UZB |
| -------------- | --------------- | -------------- |
| Núm            | Ciclista        | Pos            |
| 74             | Nikita Tsvetkov | DNF            |

| Eslovàquia SVK | Eslovàquia SVK | Eslovàquia SVK |
| -------------- | -------------- | -------------- |
| Núm            | Ciclista       | Pos            |
| 75             | Lukáš Kubiš    | 29è            |

| Ucraïna UKR | Ucraïna UKR    | Ucraïna UKR |
| ----------- | -------------- | ----------- |
| Núm         | Ciclista       | Pos         |
| 76          | Anatoli Budiak | 66è         |

| Panamà PAN | Panamà PAN         | Panamà PAN |
| ---------- | ------------------ | ---------- |
| Núm        | Ciclista           | Pos        |
| 77         | Franklin Archibold | 67è        |

| Grècia GRE | Grècia GRE       | Grècia GRE |
| ---------- | ---------------- | ---------- |
| Núm        | Ciclista         | Pos        |
| 78         | Geórgios Boúglas | 75è        |

| Israel ISR | Israel ISR     | Israel ISR |
| ---------- | -------------- | ---------- |
| Núm        | Ciclista       | Pos        |
| 79         | Itamar Einhorn | 62è        |

| Tailàndia THA | Tailàndia THA          | Tailàndia THA |
| ------------- | ---------------------- | ------------- |
| Núm           | Ciclista               | Pos           |
| 80            | Thanakhan Chaiyasombat | DNF           |

| Brasil BRA | Brasil BRA            | Brasil BRA |
| ---------- | --------------------- | ---------- |
| Núm        | Ciclista              | Pos        |
| 81         | Vinicius Rangel Costa | 71è        |

| Suècia SWE | Suècia SWE       | Suècia SWE |
| ---------- | ---------------- | ---------- |
| Núm        | Ciclista         | Pos        |
| 82         | Jakob Söderqvist | 58è        |

| Corea del Sud KOR | Corea del Sud KOR | Corea del Sud KOR |
| ----------------- | ----------------- | ----------------- |
| Núm               | Ciclista          | Pos               |
| 83                | Kim Eu-ro         | 65è               |

| Turquia TUR | Turquia TUR | Turquia TUR |
| ----------- | ----------- | ----------- |
| Núm         | Ciclista    | Pos         |
| 84          | Burak Abay  | DNF         |

| Iran IRI | Iran IRI  | Iran IRI |
| -------- | --------- | -------- |
| Núm      | Ciclista  | Pos      |
| 85       | Ali Labib | 76è      |

| Sèrbia SRB | Sèrbia SRB  | Sèrbia SRB |
| ---------- | ----------- | ---------- |
| Núm        | Ciclista    | Pos        |
| 86         | Ognjen Ilić | 64è        |

| Argentina ARG | Argentina ARG     | Argentina ARG |
| ------------- | ----------------- | ------------- |
| Núm           | Ciclista          | Pos           |
| 87            | Eduardo Sepúlveda | 54è           |

| Hong Kong HKG | Hong Kong HKG | Hong Kong HKG |
| ------------- | ------------- | ------------- |
| Núm           | Ciclista      | Pos           |
| 88            | Lau Wan Yau   | DNF           |

| Uganda UGA | Uganda UGA     | Uganda UGA |
| ---------- | -------------- | ---------- |
| Núm        | Ciclista       | Pos        |
| 89         | Charles Kagimu | 77è        |

| Ruanda RWA | Ruanda RWA      | Ruanda RWA |
| ---------- | --------------- | ---------- |
| Núm        | Ciclista        | Pos        |
| 90         | Eric Manizabayo | DNF        |